# 風流活人剱
『風流活人剱』（ふうりゅうかつじんけん）は、野村胡堂が1933年（昭和8年）に発表した剣豪小説である。同作を原作とし、山中貞雄監督による日本の長編劇映画、サイレント映画、剣戟映画が1934年（昭和9年）に製作・公開された。また、テレビ映画にリメイクされて、1962年（昭和37年）に放映された。『風流活人剣』とも。

## 略歴・概要
小説『風流活人剱』の初出は、1933年（昭和8年）、のちに『キング』に合併した雑誌『富士』1月号 - 11月号（講談社）での連載である。単行本は、第二次世界大戦後の1947年（昭和22年）、東京の出版社矢貴書店から出版されている。小説『風流活人剱』は野村胡堂の著作権が消滅していないため、青空文庫には収められていない。
映画『風流活人剱』は、山中貞雄が片岡千恵蔵プロダクションに出向して監督した最初の作品である。公開の当時、小津安二郎が前年に監督した現代劇『出来ごころ』（1933年）をはじめとした小津作品からの影響を指摘されたという。
現在、発見された玩具フィルムから復元した103.13フィート（31.4メートル、上映時間68秒）のフィルム断片が東京国立近代美術館フィルムセンターに所蔵されているのみで、全貌を鑑賞することの不可能な作品である。このフィルム断片は片岡千恵蔵が敵に立ち向かうクライマックスの剣戟シーンである。1985年（昭和60年）に刊行された『山中貞雄作品集 1』、1998年（平成10年）に刊行された『山中貞雄作品集』にそれぞれシナリオが採録されている。
戦後、東京放送（現在のTBSテレビ）が60分・1話完結作品としてリメイクした際には、山中のデビュー作『磯の源太 抱寝の長脇差』（1932年）を『キネマ旬報』誌上で激賞したことで知られる岸松雄が、60分尺のテレビ映画用の脚本を執筆した。

## 映画
『風流活人剱』（ふうりゅうかつじんけん）は、1934年（昭和9年）製作・公開、山中貞雄監督による日本の長編劇映画、サイレント映画、剣戟映画である。主演は本作を製作した片岡千恵蔵プロダクションを主宰する片岡千恵蔵である。フィルムは大半が失われ、1-2分の断片のみが東京国立近代美術館フィルムセンターに保管されている。

### スタッフ・作品データ
- 監督・脚本 : 山中貞雄
- 原作 : 野村胡堂
- 撮影 : 吉田清太郎

- 製作 : 片岡千恵蔵プロダクション
- 上映時間（巻数 / メートル） : 75分[8]（9巻 / 2,069メートル）
- フォーマット : 白黒映画 - スタンダードサイズ（1.33:1） - サイレント映画
- 公開日 :  日本 1934年3月1日
- 配給 :  日活
- 初回興行 : 浅草・富士館

### キャスト
- 片岡千恵蔵 - 篠原求馬
- 山田五十鈴 - お京
- 田村邦男 - 大倉鉄心
- 田中春男 - 横山新太郎
- 尾上華丈 - 大伴猿右衛門
- 林誠之助 - お京の兄太三郎
- 水之江澄子 - 巾着切のお蘭
- 瀬川路三郎 - 加賀屋七兵衛
- 香川良介 - 新居勘左衛門
- 三桝豊 - 講釈師
- 滝沢静子 - その内儀
- 阪東巴左衛門 - 大家

## テレビ映画
『風流活人剣』（ふうりゅうかつじんけん）は、1962年（昭和37年）製作・放映された日本のテレビ映画である。1934年（昭和9年）製作・公開、山中貞雄監督による同名の長編劇映画を原作としてリメイク、『近鉄金曜劇場』の枠で60分・1話完結作品として放映された。
- 製作・放映 : 東京放送（TBS、現在のTBSテレビ）
- 放送日 : 1962年12月21日
- 放送時間 : 20時00分 - 21時00分
- 原作 : 山中貞雄『風流活人剱』
- 脚本 : 岸松雄
- 監督 : 不明[7]
- 演出：森伊千雄[7]
- 出演 : 水島道太郎、河津清三郎、芦田伸介、北沢典子、三原葉子、中原弘二、綾川香、高島敏郎、石川冷、金井修、芥川隆行

| TBS系 近鉄金曜劇場（1962年12月21日） | TBS系 近鉄金曜劇場（1962年12月21日） | TBS系 近鉄金曜劇場（1962年12月21日） |
| 前番組                               | 番組名                               | 次番組                               |
| ------------------------------------ | ------------------------------------ | ------------------------------------ |
| 乾いた街                             | 風流活人剣                           | 指輪 ※ABC制作                        |

## ビブリオグラフィ
国立国会図書館蔵書。
小説
- 『風流活人剣』、矢貴書店、1947年
- 『野村胡堂集』、日比谷出版社、1950年 - 日比谷文芸選集
- 『新編現代日本文学全集 第25巻』、東方社、1958年

シナリオ
- 『山中貞雄作品集 1』、実業之日本社、1985年 ISBN 4408410268
- 『山中貞雄作品集』、実業之日本社、1998年 ISBN 4408102857